# Darryl Duffy
Darryl Alexander Duffy (Glasgow, Escocia, 16 de abril de 1984) es un futbolista escocés. Juega de delantero y su actual equipo es el Stranraer F. C. de la Scottish League Two de Escocia.

## Clubes
| Club                             | País       | Año       |
| -------------------------------- | ---------- | --------- |
| Rangers F. C.                    | Escocia    | 2003-2004 |
| Brechin City F. C. (cedido)      | Escocia    | 2004      |
| Falkirk F. C.                    | Escocia    | 2004-2006 |
| Hull City A. F. C.               | Inglaterra | 2006-2007 |
| Hartlepool United F. C. (cedido) | Inglaterra | 2006      |
| Swansea City A. F. C.            | Gales      | 2007-2008 |
| Bristol Rovers F. C.             | Inglaterra | 2008-2011 |
| Carlisle United F. C. (cedido)   | Inglaterra | 2010      |
| Hibernian F. C. (cedido)         | Escocia    | 2010-2011 |
| Cheltenham Town F. C.            | Inglaterra | 2011-2013 |
| Salgaocar F. C.                  | India      | 2013-2016 |
| F. C. Goa (cedido)               | India      | 2015      |
| Mohun Bagan A. C.                | India      | 2016-2017 |
| St. Mirren F. C.                 | Escocia    | 2017-2018 |
| Airdrieonians F. C. (cedido)     | Escocia    | 2018      |
| Airdrieonians F. C.              | Escocia    | 2018-2019 |
| Stirling Albion F. C.            | Escocia    | 2019-2020 |
| Stranraer F. C.                  | Escocia    | 2020-     |

## Palmarés

### Campeonatos nacionales
| Título                      | Club                  | País       | Año  |
| --------------------------- | --------------------- | ---------- | ---- |
| Primera División de Escocia | Falkirk F. C.         | Escocia    | 2005 |
| Football League One         | Swansea City A. F. C. | Inglaterra | 2008 |